# Arachnopteromalus
Arachnopteromalus is een geslacht van vliesvleugeligen uit de familie Pteromalidae. De wetenschappelijke naam van dit geslacht is voor het eerst geldig gepubliceerd in 1976 door Gordh.

## Soorten
Het geslacht Arachnopteromalus is monotypisch en omvat slechts de volgende soort:
- Arachnopteromalus dasys Gordh, 1976